# Drugi Powszechny Spis Ludności
Drugi Powszechny Spis Ludności – drugi spis powszechny przeprowadzony przez państwo polskie 9 grudnia 1931 roku. Według spisu, populacja Polski wynosiła 32 108 000, z czego 21 835 000 to osoby polskojęzyczne, a reszta – użytkownicy języków mniejszości narodowych (spis nie uwzględniał pytania o narodowość).
Spis przeprowadzono na podstawie ustawy z dnia 14 października 1931 r., która ustaliła datę najbliższego spisu, a także potwierdziła, że kolejne spisy będą przeprowadzane co 10 lat, w terminach ustalanych każdorazowo przez Radę Ministrów. Zakres spisu i organizację określiło rozporządzenie Rady Ministrów z dnia 2 września 1931 r. (Dz.U. z 1931 r. nr 80, poz. 629).
Nastąpiły zmiany w stosunku do kwestionariusza statystycznego poprzedniego (pierwszego) spisu z 1921. Opuszczono pytanie o narodowość, zrezygnowano także ze spisu gospodarstw rolnych pozostawiając tylko pytanie o ogólną powierzchnię gruntów i użytków rolnych. Dodano pytanie o umiejętność czytania i pisania.
Wyniki ostateczne opublikowano w serii Statystyka Polski w 39 tomach w latach 1936–1939 w podziale administracyjnym według stanu w dniu 1 stycznia 1933 r. (dla województw centralnych i wschodnich), bądź w dniu 1 sierpnia 1934 r. (dla województw zachodnich i południowych). Publikację skorowidzu miejscowości przerwał wybuch II wojny światowej, wydano jedynie zeszyt dotyczący województwa wileńskiego i skorowidz gmin z podaniem liczby budynków mieszkalnych i liczby ludności według płci.
Podobnie jak w przypadku poprzedniego spisu, wiarygodność spisu z 1931 r. w odniesieniu do statystyki narodowościowej na terenach wschodnich była kwestionowana przez polskich statystyków i historyków już przed wojną (Alfons Krysiński, 1932, 1937, Eugeniusz Romer 1938), a także po wojnie (Edward Szturm de Sztrem (prezes GUS w latach 30.), 1946; Zbigniew Landau i Jerzy Tomaszewski, 1971; Janusz Żarnowski, 1973; Waldemar Michowicz, 1982).

## Ludność według województw
| Województwo               | Ludność               | Ludność               | Ludność               |
| Województwo               | ogółem                | miasta                | wieś                  |
| Województwa centralne     | Województwa centralne | Województwa centralne | Województwa centralne |
| ------------------------- | --------------------- | --------------------- | --------------------- |
| białostockie              | 1 643 844             | 396 060               | 1 247 784             |
| kieleckie                 | 2 935 697             | 749 972               | 2 185 725             |
| lubelskie                 | 2 464 936             | 433 732               | 2 031 204             |
| łódzkie                   | 2 632 010             | 1 104 222             | 1 527 788             |
| miasto stołeczne Warszawa | 1 171 898             | 1 171 898             | nd.                   |
| warszawskie               | 2 529 228             | 582 542               | 1 946 686             |
| Województwa wschodnie     |                       |                       |                       |
| nowogródzkie              | 1 057 147             | 102 642               | 954 505               |
| poleskie                  | 1 131 939             | 148 809               | 983 130               |
| wileńskie                 | 1 275 939             | 261 272               | 1 014 667             |
| wołyńskie                 | 2 085 574             | 252 524               | 1 833 050             |
| Województwa zachodnie     |                       |                       |                       |
| pomorskie                 | 1 080 138             | 348 359               | 731 779               |
| poznańskie                | 2 106 500             | 838 405               | 1 268 095             |
| śląskie                   | 1 295 027             | 418 392               | 876 635               |
| Województwa południowe    |                       |                       |                       |
| krakowskie                | 2 297 802             | 579 549               | 1 718 253             |
| lwowskie                  | 3 127 409             | 775 735               | 2 351 674             |
| stanisławowskie           | 1 480 285             | 295 150               | 1 185 135             |
| tarnopolskie              | 1 600 406             | 271 784               | 1 328 622             |
| Polska                    | 32 107 252            | 8 731 047             | 23 184 732            |

## Języki według spisu
| Razem      | polski     | ukraiński | żydowski  | ruski     | białoruski | niemiecki | tutejszy | hebrajski | rosyjski | litewski | nie podany | czeski | inny   |
| ---------- | ---------- | --------- | --------- | --------- | ---------- | --------- | -------- | --------- | -------- | -------- | ---------- | ------ | ------ |
| 31 915 779 | 21 993 444 | 3 221 975 | 2 489 034 | 1 219 647 | 989 852    | 740 992   | 707 088  | 243 539   | 138 713  | 83 116   | 39 163     | 38 097 | 11 119 |
| 100%       | 68,91%     | 10,10%    | 7,80%     | 3,82%     | 3,10%      | 2,32%     | 2,22%    | 0,76%     | 0,43%    | 0,26%    | 0,12%      | 0,12%  | ~0,04% |